# Second hand

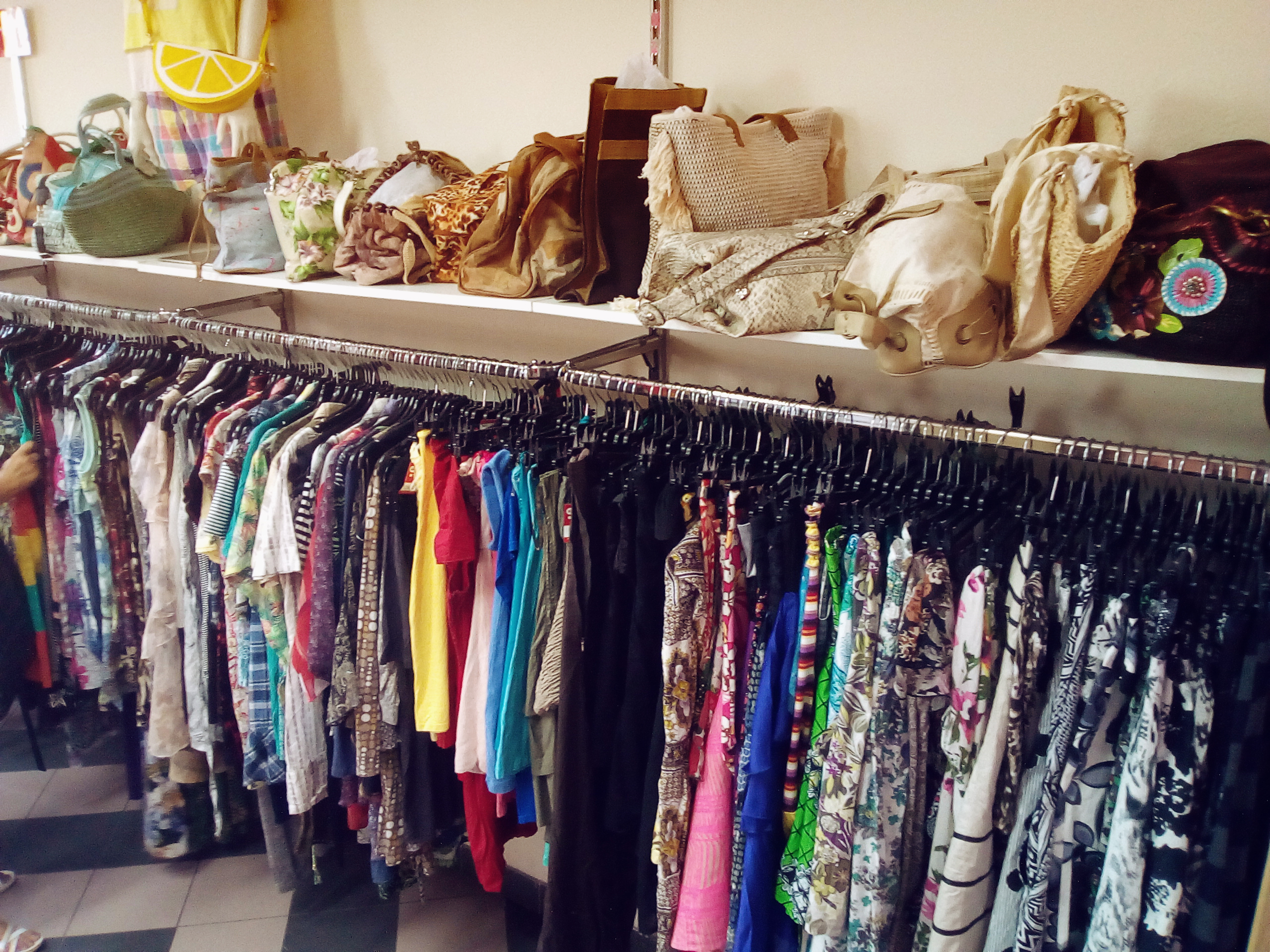
Oblečení a doplňky v pražském second handu

Second hand je z angličtiny převzaté slovní spojení užívané pro obchod s použitým zbožím. V evropském kontextu se tak označují hlavně obchody s použitým oblečením, v ČR známé i pod hovorovým termínem "sekáč".
Doslovný překlad sousloví z anglického jazyka je "z druhé ruky" a odkazuje na původ prodávaného zboží – v českém prostředí se tímto přízviskem některé second handy i nazývají (např. móda z druhé ruky apod.). Podle Ústavu pro jazyk český AV ČR je přípustná i varianta bez mezery, tedy secondhand. Možné je psát i s pomlčkou, tedy second-hand.
Může jít o podnik komerční i charitativní. Nemusí prodávat jen oděvy, v mnoha zemích světa jsou součástí sortimentu i boty, tašky a batohy, módní doplňky, domácí textil (záclony, povlečení, deky atd.) nebo hračky (plyšáci). Sortiment doplňují často i knihy, LP desky nebo drobné předměty domácí potřeby jako keramika a nádobí, některé second handy ale prodávají i větší věci jako nábytek.
Rozvoj prodeje secondhandového textilu přišel s průmyslovou revolucí. Větší popularitu si začal získávat od 70. let 20. století. Výrazný nárůst zájmu přišel v druhé dekádě 21. století, čemuž napomohla i pandemie koronaviru.

## Dějiny

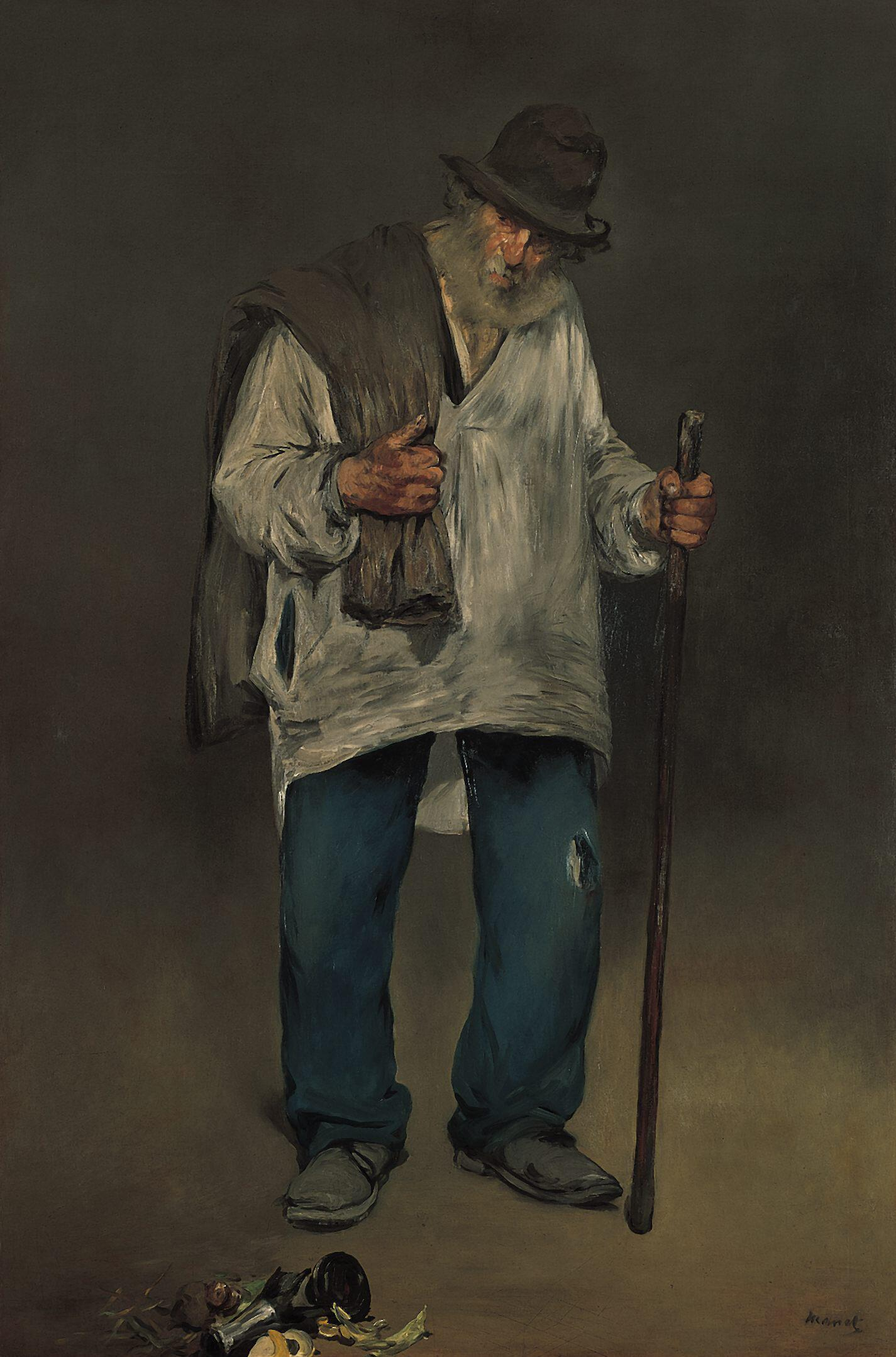
Obraz Hadrář od Edouarda Maneta, 1869

Obchodování s nošeným oblečením nebo použitými látkami je známé již v Evropě 14. století. Oblečení z druhé ruky bylo v té době, kdy se Evropě potýkala se špatnou ekonomickou situací a politickými změnami, důležitým zdrojem ošacení pro běžné obyvatelstvo. Nošené oblečení se často buď směňovalo za jiné zboží, dědilo jako významný majetek nebo darovalo chudým. Oděvy i látky obecně byly v předindustriální éře velmi drahé, neboť jejich výroba vyžadovala velký objem manuální práce – látky byly ručně tkány a oděvy ručně šity. Proto se nepadnoucí, poničené nebo již déle nemódní oděvy po domácku i profesionálně přešívaly a upravovaly, aby bylo možné jejich další využití až do jejich roztrhání.
Výkupem zbytků látek se zabývali tzv. hadráři (hoderlump německy, chiffonier francouzsky), z domácností vykoupené cáry se pak používaly např. na mytí. Později se prodej nošených oděvů stal relativně výnosným povoláním. V 17. století existoval v Anglii rozvinutý trh s použitými oděvy, který se postupně přesouval z rukou žen více mezi mužské obchodníky. Kolem roku 1700 fungovaly v Londýně tzv. "oděvní makléři" (clothes brokers), původem typicky krejčí, kteří oblečení přešívali, upravovali na míru a dále prodávali hlavně střední třídě. Nošené oblečení se ale prodávalo i formou aukcí. Zdrojem nošených oděvů bylo často služebnictvo bohatých měšťanů nebo šlechty, které dostávalo vyřazené oděvy svých zaměstnavatelů darem a jejich prodejem si přivydělávalo. Již v 18. století jsou také záznamy četného exportu obnošeného oblečení z Anglie do dalších států včetně kolonií (např. Newfoundland, Quebec, Irsko, Jižní Karolína, Grenada, and Barbados).

### Rozkvět charitativních obchodů

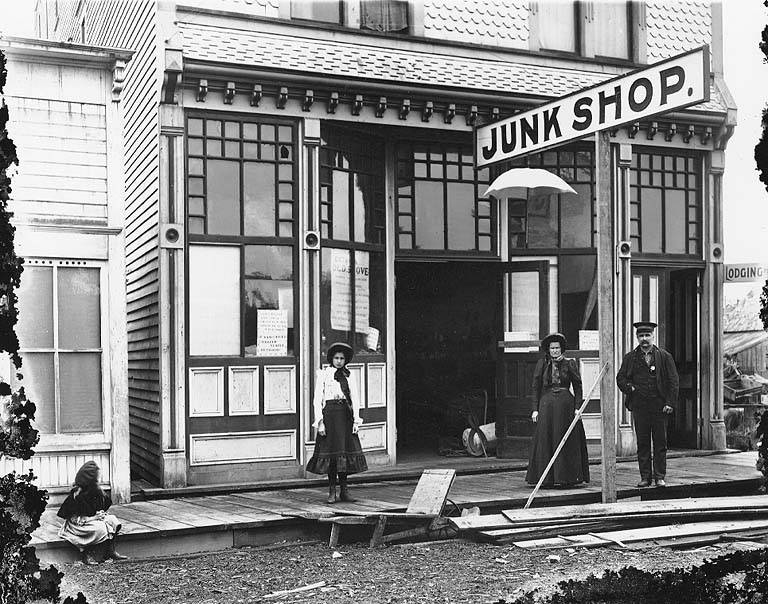
Obchod Armády spásy z počátku 20. století ve městě Hoquiam, stát Washington.

Rozkvět prodeje použitého oblečení nebo zbytků látek přišel ale až s průmyslovou revolucí. Během ní se postupně rozvinulo strojové zpracování jak látek tak i šití oděvů, které umožnilo zlevnit výrobu a produkovat oděvy ve velkém. V 19. století v USA se prodej secondhandového zboží rozmohl také díky rozvoji organizovaného sběru odpadu. Během konce 19. a první poloviny 20. století vedla složitá ekonomická situace v USA a Velké Británii spolu s vlnami přistěhovalectví k rozšiřování obchodu s nošeným oblečením mezi chudšími vrstvami obyvatel. Second hand obchody tak byly vnímány majoritní společností s předsudky jako místa, kam chodí pro druhořadé oblečení chudina.
Koncem 19. století se prodejem oblečení v USA zabývali hlavně chudí židovští imigranti, jelikož jim v té době rozšířený antisemitismus omezoval možnosti zaměstnání. Později začaly vznikat první charitativní prodejny s použitým oblečením, které nesly v různých zemích světa různé názvy, např. "thrift store" v USA, "charity shop" ve Velké Británii nebo "opportunity shop" (zkráceně "op shop") v Austrálii.

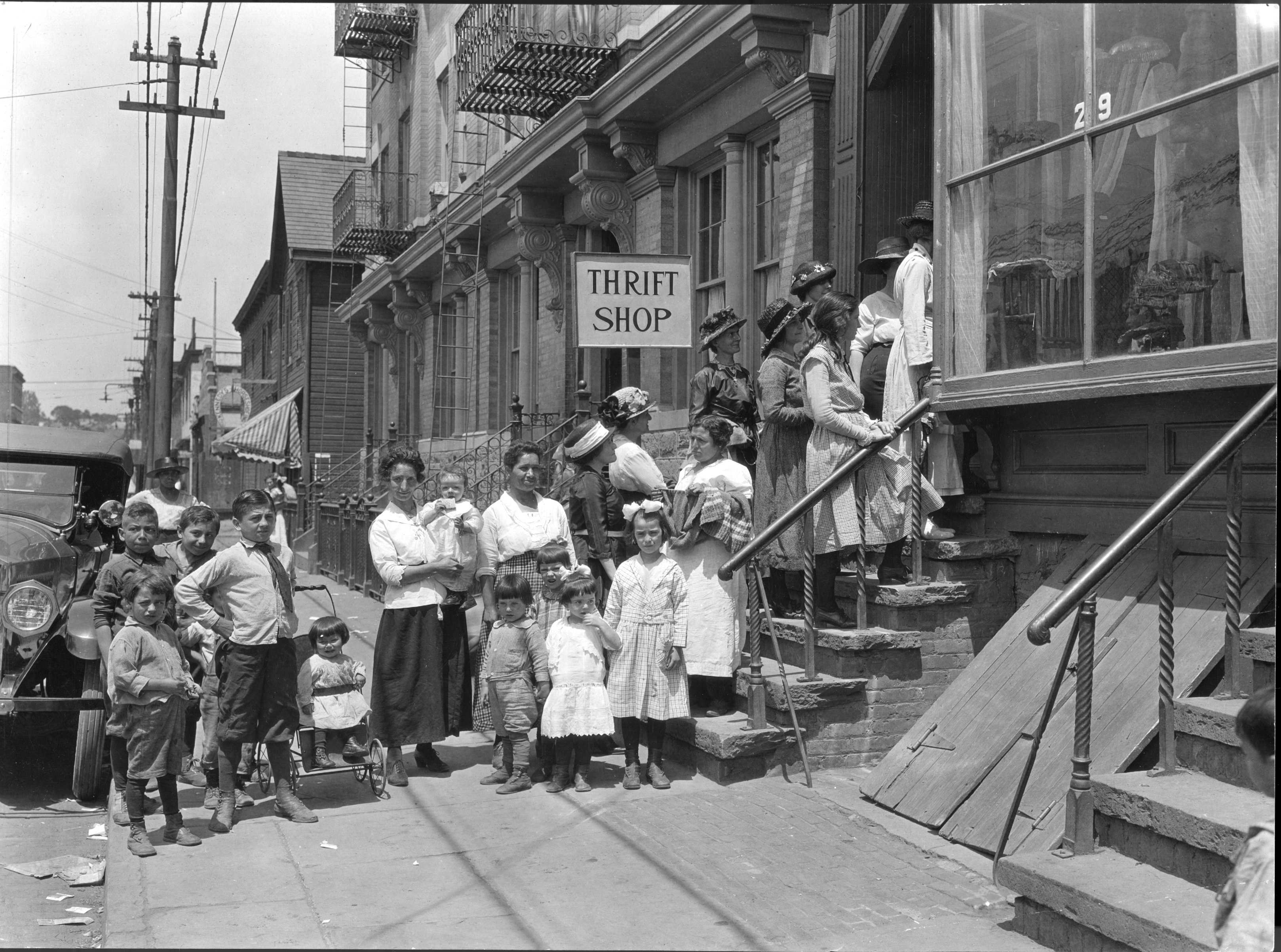
Thrtift shop v roce 1921 v okrese Westchester ve státě New York.

První charitativní obchody zakládala americká Salvation Army (Armáda spásy) vzniklá v roce 1897 jako útulek pro bezdomovce. Zaměstnanci z řad chudiny, často imigranti, sbírali a opravovali staré oblečení a poté ho prodávali ve vetešnictvích, což zpětně vydělávalo na jejich platy. Na podobném principu pak vznikla v roce 1902 organizace Goodwill v Bostonu, zaměřená na hendikepované. Kromě možnosti zaměstnání pro chudé měl sběr oblečení i sociálně-kulturní rozměr, jednak šířil mezi imigranty americkou módu a zároveň jim umožnil zvyknout si na moderní způsob nakupování, které ne všem připadalo v té době morální.
Aby se zbavily nálepky prodejců odpadu, začaly se obchody profilovat více jako obchodní domy – připravovaly atraktivní výlohy, pořádaly módní přehlídky svého zboží, lákaly na nízkou cenu. Zároveň vyzdvihovaly svůj charitativní rozměr, který ospravedlňoval bohatším vrstvám společnosti jejich konzumní chování (ve smyslu „sice si zase koupím nové oblečení, ale to staré dám na charitu“).

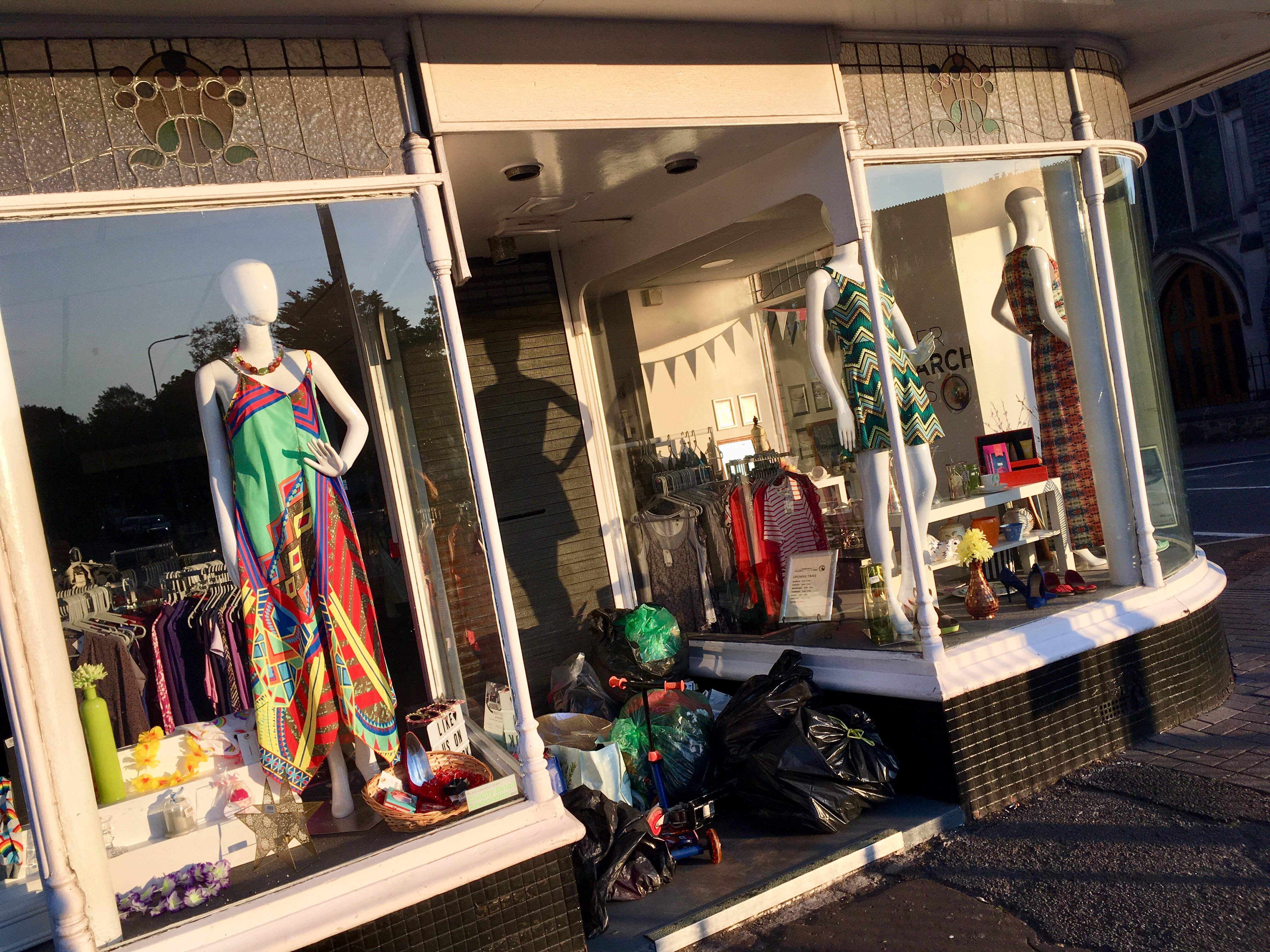
Výloha charitativního obchodu ve Walesu.

Jedním z prvních charitativních obchodů s použitým zbožím ve Velké Británii se stal v roce 1937 Everybody’s Thrift Shop v Edinburghu, který prodával nábytek, oblečení i nádobí. Jeho první otevření bylo podle dobových záznamů doprovázeno hodinovou frontou s přítomností policie. Množství charitativním obchodů rychle rostlo s 2. světovou válkou, příčinou byla s ní související hmotná nouze obyvatel. Jako nekomerčně výdělečný byl až první Červený kříž, který zahájil charitativní prodej v obchodu na Old Bond Street v Londýně již v roce 1941. Po dobu trvání války provozoval Červený kříž 200 stálých charitativních obchodů a asi 150 obchůdků dočasných. Licence vydané Board of Trade zaručovaly, že veškeré zboží nabízené k prodeji v těchto prvních second handech byly dary. Nákup pro zpětný prodej byl zakázán. Dalším charitativním obchodem byl pak v roce 1947 první stálý charitativní obchod organizace Oxfam na Broad Street v Oxfordu.

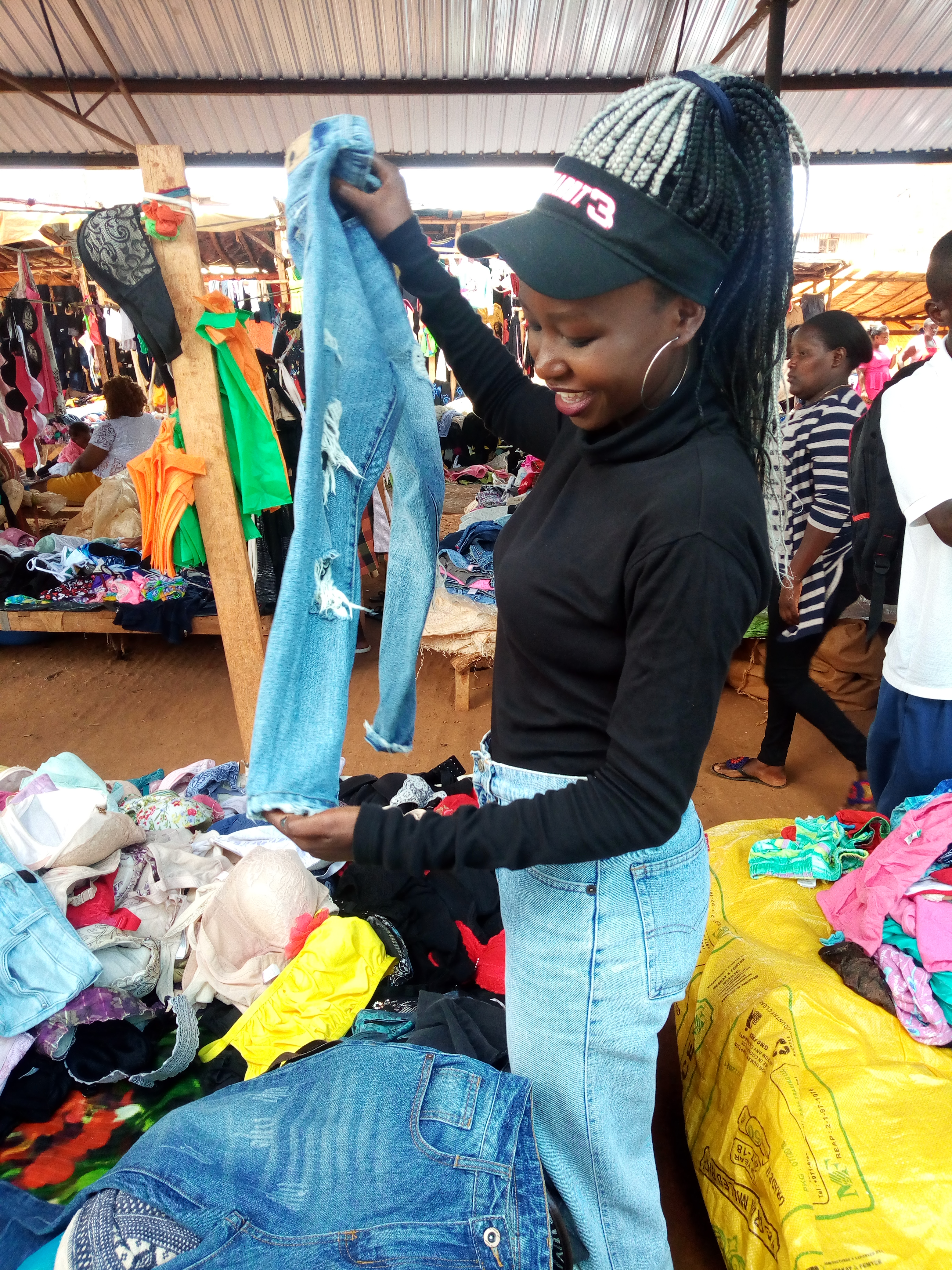
Mtumba – secondhandový textil na tržišti v Keni.

Zhruba od 50. let 20. století začala také Evropa ve velkém prodávat vytřízený textil do Afrických zemích. V Nigérii sloužilo jako velké překladiště zboží z Evropy přístavní město Okrika, podle kterého nese secondhandové oblečení v Nigérii stejnojmenný název. Do Keni se importovaly přebytky charitativního sběru od 70.–80. let 20. století a tyto použité oděvy byly původně oproštěné od cla. V Nairobi existují dva hlavní trhy s dovezeným textilem – Gikomba od roku 1991 a mladší Toi market. Ve svahilštině se použité oblečení ze západu nazývá mitumba nebo mtumba, což jsou termíny obecně užívané ve východní Africe.

### Růst popularity ve 20. století

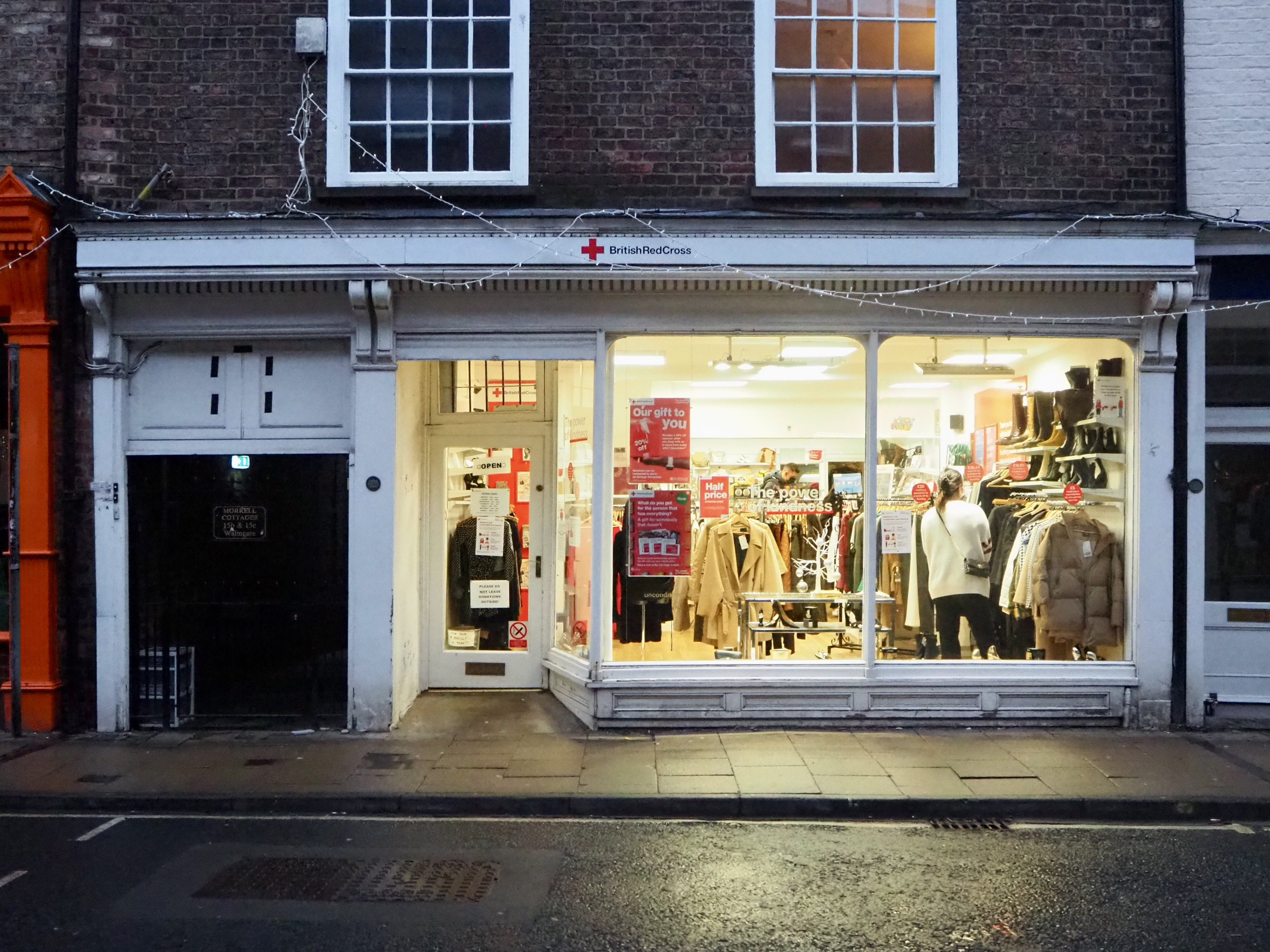
Obchod britské pobočky Červeného kříže v Yorku.

Negativní pohled na oblečení z druhé ruky se začal postupně měnit. Během 70. let 20. století zažilo nakupování oděvů z druhé ruky další velkou vlnu zájmu jako možnost získat levně zajímavé oblečení, kterým se mohli lidé odlišit. V 90. letech se postupně objevovaly second handy i v nákupních střediscích, kde byly dosud jen obchody s novým zbožím.
Do postsovětských zemích a zemí východního bloku přišel trend levného oblečení z druhé ruky počátkem 90. let 20. století díky otevření trhu. Přebývající použité ošacení určené původně pro charitativní účely v západních zemích zde začalo být zištně prodáváno. Second handy tak poskytovaly možnost dostat se k zahraniční módě ještě před rozšířením poboček velkých oděvních řetězců. Původní motivací k nákupu byla hlavně nižší cena oděvů nebo možnost najít originální oblečení, ve 21. století se pak přidala i udržitelnost, ochrana životního prostředí a snaha nepodporovat další výrobu neetické fast fashion. Také prostředí second handů se proměnilo – vzniklo mnoho takových, které spíš než levný bazar s použitým zbožím připomínají moderní butiky.
Během 21. století došlo k dalšímu rozvoji a rozšíření možností nákupu oděvů z druhé ruky. Trh se z části přesunul online na velká webová tržiště a platformy jako eBay a posléze i mobilní aplikace. Vznikly second hand eshopy, některé firmy vytvořily i secondhandové řetězce (v ČR např. Textile house, Genesis nebo Bellitex). V USA jsou populárními online tržišti s oblečením Depop, ThredUp, Poshmark nebo weby s luxusním zbožím jako Vestiaire a The RealReal, v Evropě je to např. platforma Vinted, prodej ale probíhá i přes účty na sociální síti Instagram. Po roce 2020 někteří prodejci oblečení začali sami zakládat internetové bazary s oděvy svých značek pod anglickým označením "pre-owned" (např. Zara nebo Zalando).
Podle studie z roku 2014 stoupla popularita second handů ve světě a většina zákaznic vnímala oblečení ze second handu jako identické nebo nijak horší kvality než oblečení nové. Výrazný nárůst prodeje i dárcovství obnošených oděvů ale přišel až se začátkem pandemie koronaviru. Za růstem popularity secondhandového oblečení stojí především generace mileniálů (generace Y) a generace Z, které jsou nejaktivnějšími prodejci i zákazníky online platforem na začátku 21. století. Stále ale mezi částí populace přetrvává náhled na nákup oblečení z druhé ruky jako znak chudoby.

### Problematika prodeje ve 21. století

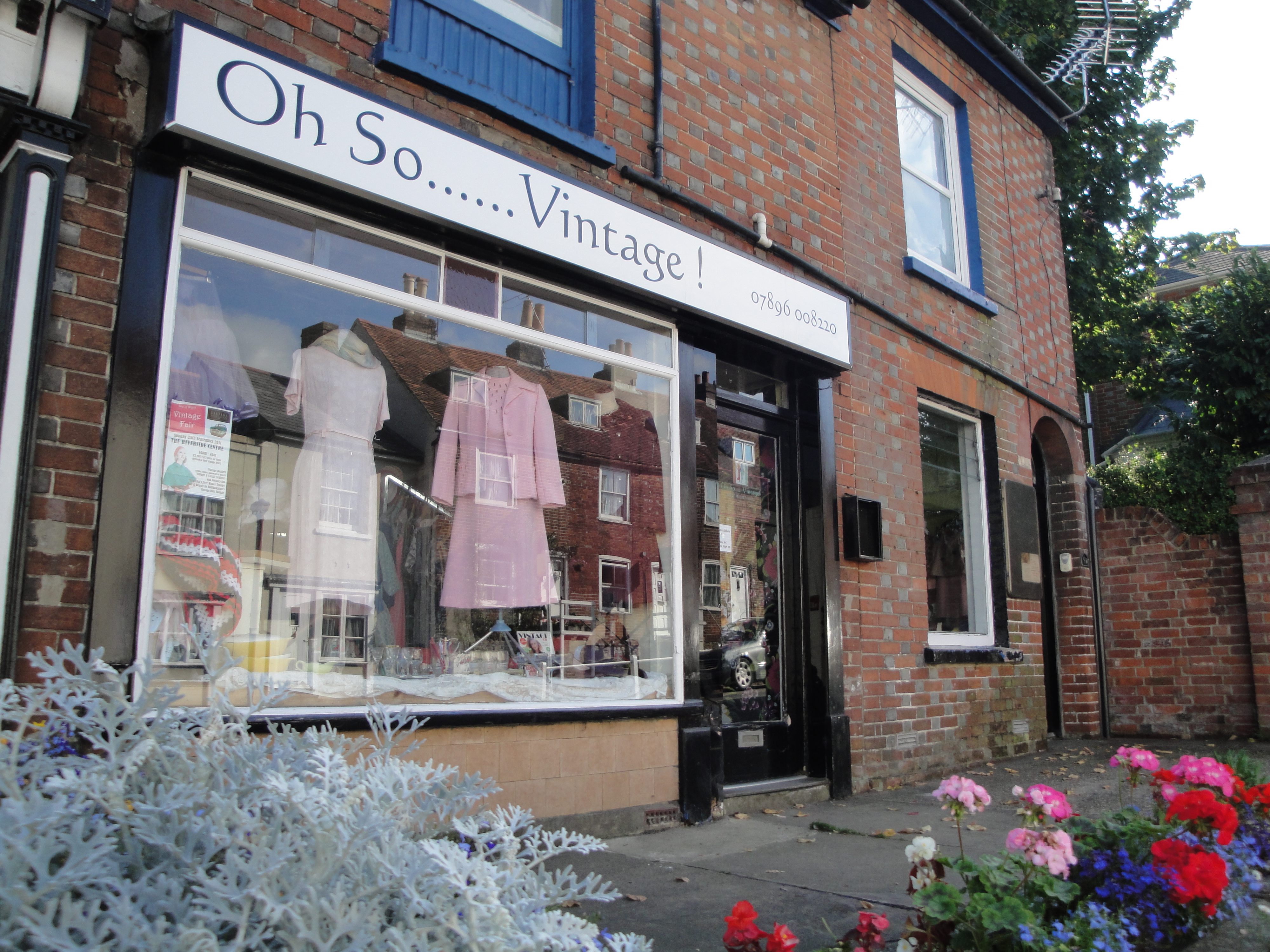
Původně charitativní obchody nahrazují butikové second handy s vyššími cenami.

Stoupající zájem o secondhandové či přímo vintage oděvy ve 21. století ale vede i k mnoha paradoxním problémům s etickým přesahem. Zvýšený zájem o secondhandové zboží zvyšuje jeho maloobchodní ceny, které mohou překonávat i ceny pořizovací. A to i přes to, že samotných oděvů není ani při větší poptávce nedostatek a jejich množství naopak roste. Roste také počet překupníků, kteří levně nakoupí oblečení v charitativních obchodech, aby ho dráž přeprodali na internetu. Secondhandové oblečení se tak stává paradoxně méně dostupné právě pro chudší vrstvy obyvatel, které byly původně jeho cílovou skupinou. Jelikož je mezi chudšími obyvateli i větší poměr obézních lidí, problémem se stává i trend upcyklace oděvů, kdy je oblečení větších velikostí přešíváno na jiné typy oděvů velikostí menších, čímž z oběhu mizí už tak hůře dostupné větší velikosti.
Second handy v důsledku neřeší ani problém ohromné nadprodukce a nadspotřeby oblečení. Vzhledem k nižším cenám se místo nákupu nových oděvů zákazníci jen přeorientují na nákup obnošených kusů, stále ale v množství, které nemohou unosit. Nadspotřeba je na druhou stranu ale také jedním z důvodů zvyšování cen v second handech. Lidé nakupují mnohem více oblečení než dříve, které téměř nebo vůbec nenosí, a následně také častěji své oděvy darují. Charitativní organizace jsou pak přehlceny množstvím oděvů k vytřízení a tím jim rostou i náklady, které promítají do zboží. Kvůli celosvětové nadprodukci oblečení v režimu tzv. fast nebo ultra-fast fashion umožněné levnou a značně neetickou výrobou oděvů hlavně v asijských zemí také klesá kvalita darovaných oděvů.
Textil, který se v zemi původu neprodá a nezpracuje, je vyvážen. Z ČR putuje nezpracovaný textil dále do východních zemí (např. Maďarsko, Ukrajina, Irák, Pákistán) a zemí Afriky. V nich má ale obrovské množství použitého textilu dovezeného ze západních zemí a Asie negativní dopad nejen na životní prostředí, ale i zhoršuje konkurenceschopnost místních oděvních firem, které v důsledku záplavy levných oděvů krachují. Některé africké země jako Keňa, Rwanda, Ghana nebo Uganda proto zvažovaly či zavedly omezení dovozu zahraničního secondhandového textilu.
Nárůst secondhandového prodeje je ale stále celkově pozitivním trendem, který umožňuje navrácení oděvů do koloběhu, podporuje zákazníky v opravách a vhodné péči o své oděvy a tím prodlužování jejich životnosti. Omezuje také množství oděvů, které skončí na skládkách a tím snižuje i množství toxických chemických látek uvolněných při jejich rozkladu do prostředí.

## Obchod se secondhandovým textilem
Prodávané zboží pochází typicky ze sbírek a recyklace oděvů. Do střední Evropy je často dováženo ze zahraničí. V USA a Kanadě je pouze zhruba 20 % oblečení ze sbírek prodáno lokálně. Jen z Kanady je pak dalších 25 % přeprodáno do jiných zemí. Mezi největší importéry textilu v Evropě patří Německo, Velká Británie a Španělsko a ti jsou zároveň i největšími exportéry textilu použitého. Mezi další státy, odkud pochází oblečení ve středoevropských second handech, jsou Norsko, Švédsko, Dánsko, Rakousko, Francie a Nizozemsko.[zdroj⁠?!]

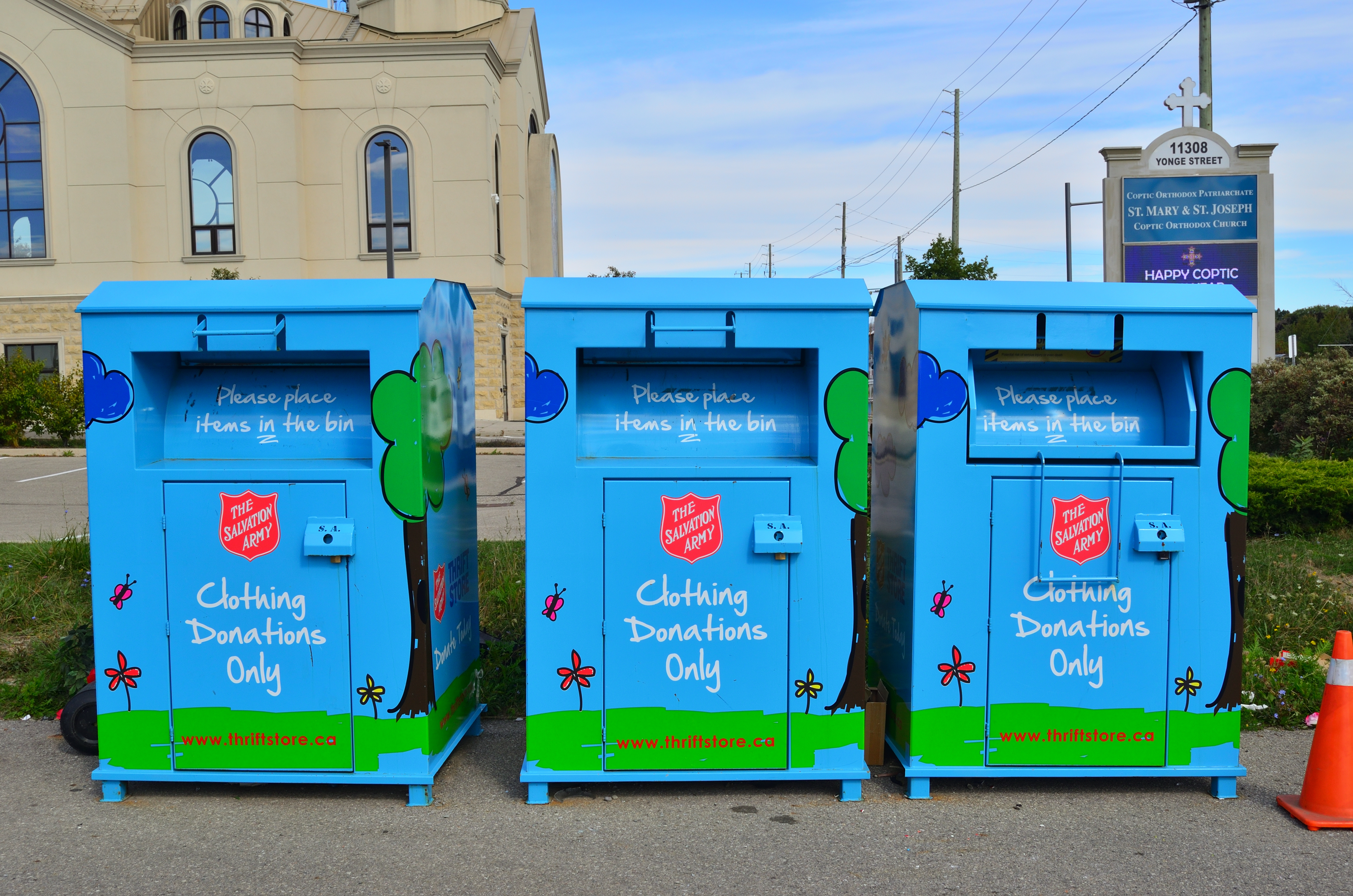
Kontejnery na oděvy společnosti Armáda spásy.

Textilie, obuv a doplňky putují ze sbírek a recyklačních kontejnerů do třídíren textilu. Jde o komerční subjekty, které oděvy a doplňky vytřídí a dále prodávají. Maloobchodní prodejci pak zboží buď nakupují od třídíren, nebo mají některé řetězce třídírny vlastní (například řetězec Textile house).

### Velkoobchodní kategorie secondhandového textilu
Kvalita jednotlivých kusů se v třídírnách posuzuje dle míry obnošení, typů látek a jejich vhodnosti k další recyklaci (např. bavlněné oděvy na čisticí textilie, svetrovina na izolační a stavební materiály apod.), modernosti a značek výrobců. Kategorizace vytříděných oděvů se na světovém trhu různí, některé země třídící kategorie nemají ani zavedené (např. Kanada). V evropském kontextu rozlišují velkoobchody a třídírny zpravidla tyto kategorie:
- Cream (také jako Premium Plus nebo Gold) – nejvyšší kvalita, typicky značkové zboží odpovídající aktuálním módním trendům s minimálními známkami nošení nebo zcela nové kusy (i s visačkami), někdy bývá smíšená s kategorií A/1. jakost
- Kategorie A (1. jakost) – mírně nošené, kombinuje starší i moderní zboží, vykazuje pouze malé odstranitelné vady (drobný flíček, zatržení, malé žmolky)
- Kategorie B (2. jakost) – textil nese výraznější známky nošení nebo opravitelné vady (výraznější žmolky, malé dírky, sepraná látka, rozparky, flíčky), nicméně je výrazně levnější a stále prodejný
- Kategorie C (3. jakost) – zpravidla označovaná jako neprodejná a pro trh nezajímavá, jde o oděvy s většími viditelnými vadami (jako fleky, díry, poškozené zipy), tato jakost je typicky dále exportována do zemí mimo EU[67]
- Originál – netříděný textil, směs všech kategorií

Alternativní stupnicí k této je pak sestupně dle kvality E, 1, A, B. Někteří prodejci pak volí kategorizaci dle anglických slovních zkratek popisujících stav zboží (od NWT – new with tags, v překladu nové s visačkou až k FP – fair/poor, tedy neprodejné s viditelným poškozením).

### Vintage vs. second hand
Maloobchody často rozlišují různé kategorie z hlediska stáří oděvů. Za secondhandové zboží se považují buď oděvy jakéhokoli stáří, nebo primárně nové či jen několik let staré výrobky, které odpovídají stále převládajícím módním trendům. Jako vintage zboží jsou označované oděvy starší 20 let, typicky oděvy s datem výroby mezi lety 1920 a 1990. Odlišná je kategorie retro, která většinou odkazuje k oděvům vyrobeným v současnosti, ale s designem imitujícím starší módní trendy.

### Legislativa prodeje použitých věcí v ČR

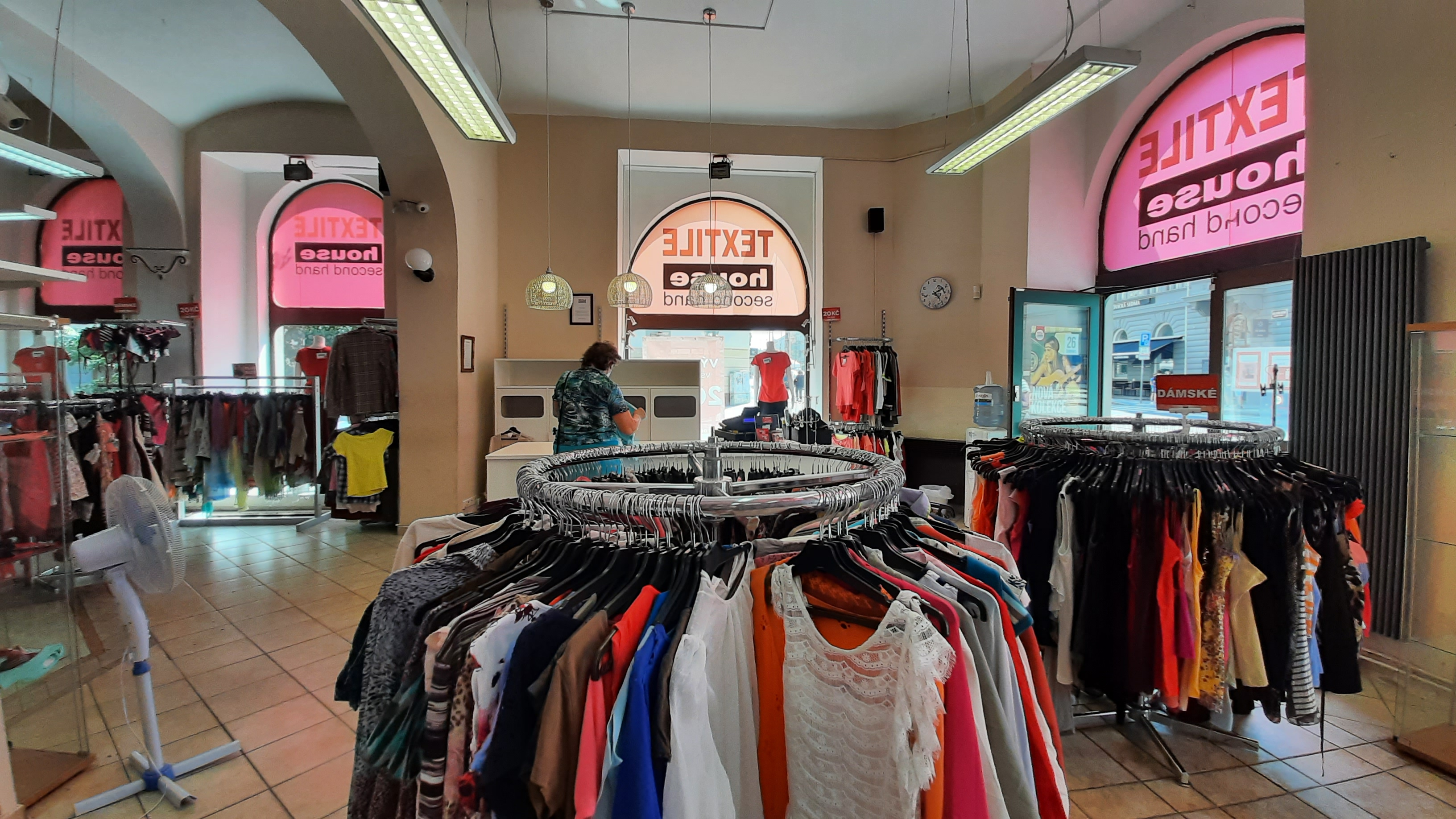
Pobočka second handu Textile house v Praze Holešovicích.

Prodej použitého textilu je v ČR legislativně regulován. Zákazník nesmí být uveden v omyl, že kupuje nové zboží, prodejce ho tedy musí se stavem zboží seznámit. Při koupi použitého zboží od podnikatele se práva kupujícího z části liší od běžného prodeje. Omezená jsou práva na reklamaci, není například možná výměna zboží, proto může kupující požadovat pouze slevu z kupní ceny. Na existující vady zboží musí být kupující upozorněn, jinak má nárok na reklamování skryté vady včetně odstranění vady nebo vrácení peněz (u oblečení ale typicky může všechny vady zhodnotit na prodejně, odpovědnost za vady při koupi nemohou být předmětem reklamace). Lhůta pro reklamaci je 24 měsíců, ale může být zkrácena až na polovinu. Při prodeji použitého zboží je také možnost využít zvláštní režim zdanění, kdy se DPH vypočítává jinak, než u nových výrobků.
Prodejce nebo dodavatel má také povinnost zajistit bezpečnost zboží a splnit hygienické normy. V třídírnách je tak textil typicky dezinfikován postřikem nebo plynem. To spolu se zbytky kůže a potu v látce následně vede k typickému zápachu secondhandového oblečení. Zápach se může držet i po vyčištění oděvů – zatímco špína samotná se vymyje, molekuly zodpovídající za vůně a pachy se vážou do vláken látky.

## Second hand obchody ve světě
Zatímco v evropském kontextu je pro tento typ obchodu běžný termín second hand, ve světě jsou obchody stejného nebo podobného typu označovány jinak. Obchody charitativního rozměru se zbožím z druhé ruky jsou nazývány například "thrift store" nebo "thrift shop" (USA), "opportunity shop" (Austrálie), nebo "charity shop" (Velká Británie). Prodejny nošeného oblečení se označují také termíny "friperies" (Francie), "furugiya" (Japonsko), "bend down store" nebo "okrika store" (Nigérie) či obecněji "vintage shop" pro oděvy starší typicky 20 let.

### Anglie

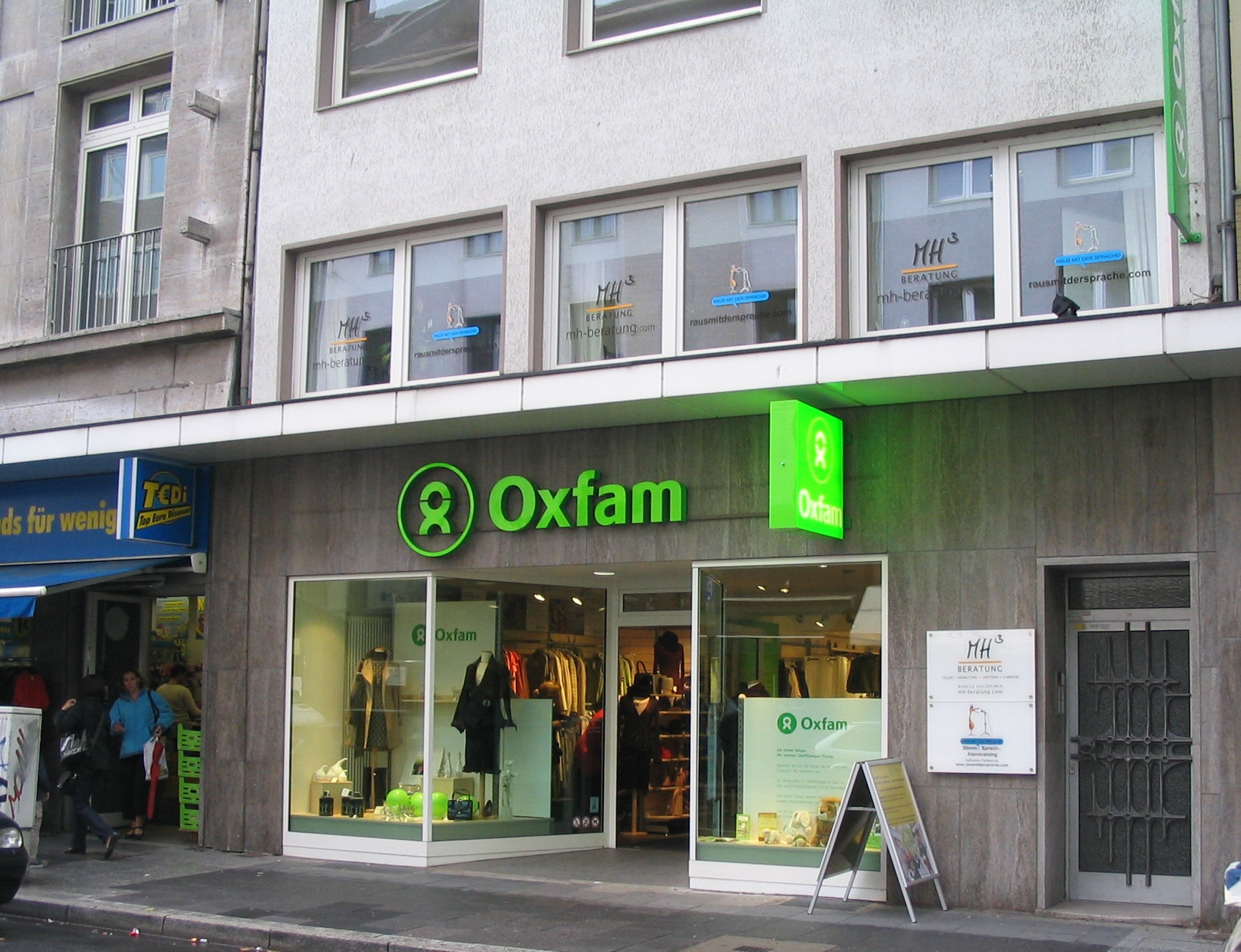
Pobočka sítě Oxfam v Německu.

V Anglii jsou stále oblíbené kamenné obchody. Oxfam, jako provozovatel second hand obchodů tak jak je dnes známe, je zde nejpopulárnější. V síti Velké Británii má více než 700 obchodů.
Mnoho těchto obchodů také prodává knihy. Organizace Oxfam nyní provozuje více než 70 specializovaných knihkupectví Oxfam, což ji dělá také největším prodejcem použitých knih v Británii. Mezi další charitativní organizace se silným zastoupením v Británii patří YMCA a British Heart Foundation, Barnardos a Roy Castle Lung Cancer Foundation, Save the Children a Sue Ryder Care. Mnoho místních hospiců provozuje také charitativní obchody, a tím získávají další finanční prostředky na svůj provoz. Ve Velké Británii a Irsku existuje více než 9000 dobročinných obchodů.
„Standardní“ charitativní obchody prodávají kromě oblečení i knihy, hudbu a cetky (jako příbory a ozdoby). Některé obchody se specializují na určité zboží – např. vintage oblečení, nábytek, elektrické spotřebiče nebo CD a DVD nosiče. Second handy v České republice jsou zaměřené převážně na prodej použitých textilií z velkoskladů a třídíren Anglie. Ceny nejkvalitnějších textilií (tzv. cream), které je možno v Anglii zakoupit, atakují hranici až 10 GBP za kilogram. Téměř všechny charitativní obchody v Anglii neprodané oblečení (tj. nemoderní, znečištěné, poškozené) prodávají k dalšímu zpracování.

### USA

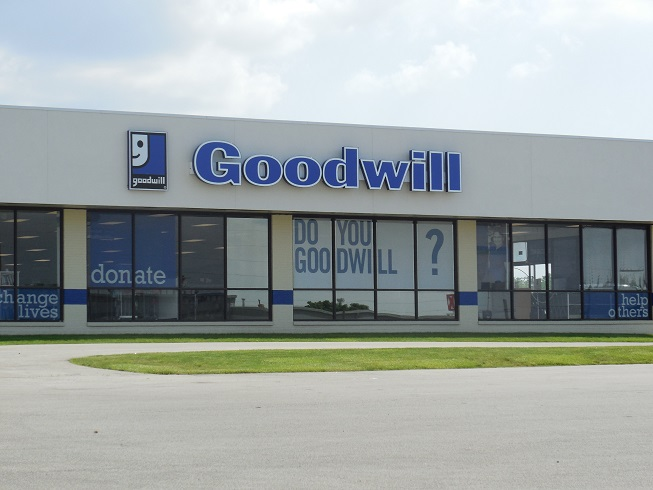
Pobočka americké charitativní organizace Goodwill.

V USA jsou obchody s použitým zbožím široce rozšířeny a odkazy na ně je možné najít po roce 2000 často i v pop-kultuře (například sitcom 2 socky nebo hudební interpret Macklemore). Běžně jsou označovány jako „thrift store“ a prodává se v nich často i použitý nábytek nebo knihy za zlomek původní ceny.
Nejznámější charitativní organizací zaměřenou na prodej použitého zboží je Goodwill. Organizace vznikla roku 1902 v Bostonu. Její zakladatel reverend E. J. Helms začal sbírat poškozené oblečení a domácí potřeby v bohatších částech města, poté je předával chudým občanům, kteří je za mzdu opravovali a zboží bylo následně darováno právě těmto lidem nebo přeprodáno. Dnes Goodwill přesahuje hranice USA a Kanady, jeho cílem je především umožnit zaměstnání a rozvoj různě znevýhodněným lidem – do roku 2017 se jich společnosti podařilo zaměstnat přes 288 tisíc.

### Nizozemí a Belgie

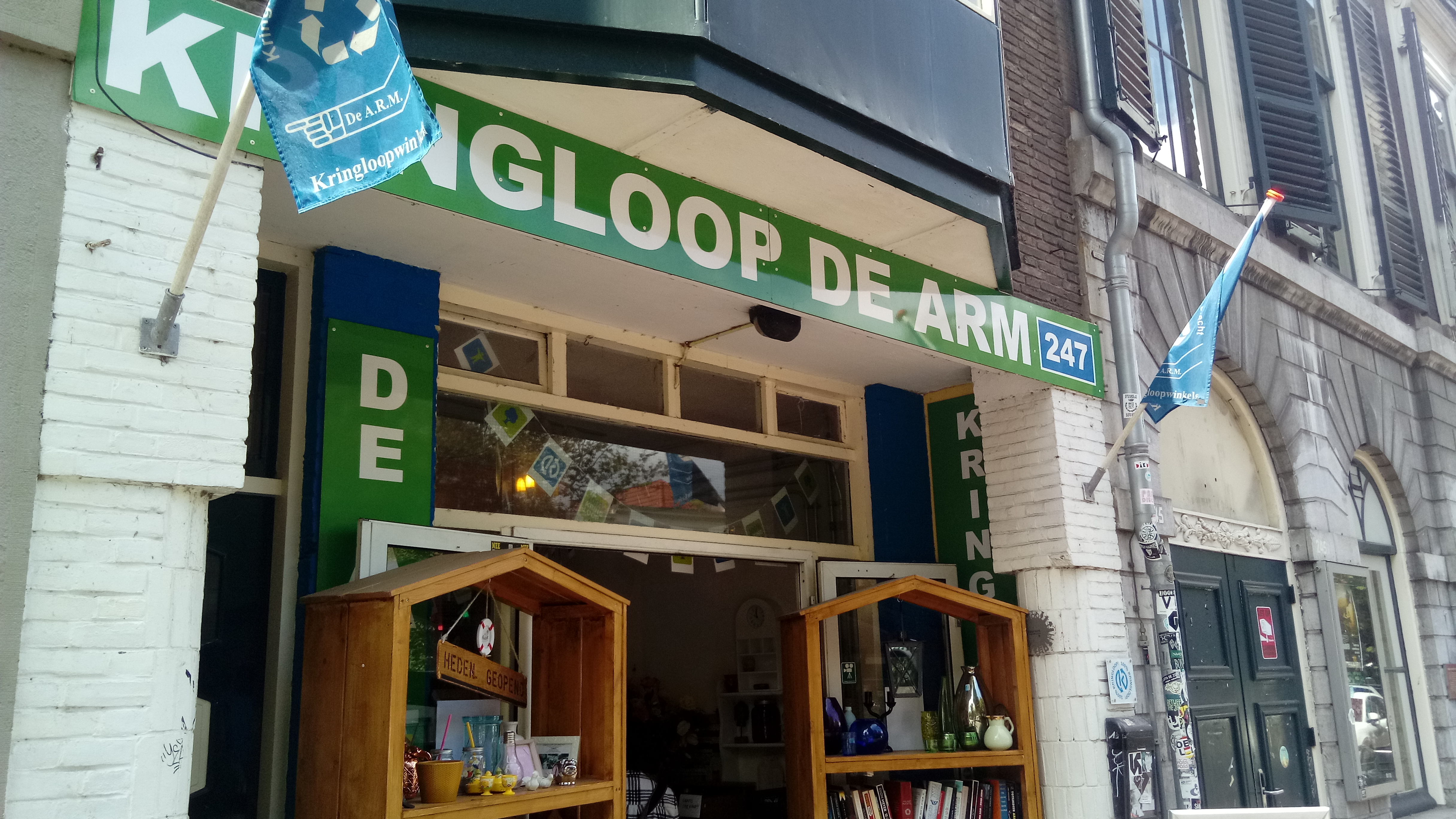
Kringloop bazar v nizozemském Utrechtu

V Nizozemsku a Belgii funguje početná skupina obchodů s použitým zbožím pro domácnost (včetně elektroniky a ošacení). Tyto obchody jsou známé pod názvem Kringloop neboli v překladu "uzavřený kruh". Strategie těchto obchodníků spočívá v bezplatném odvozu použitých produktů od dárců, aby je pak nabídli ve svých prodejních prostorách za rozumné ceny zájemcům jak z řad nemajetných občanů, tak i sběratelům starožitností. V prodeji je tak různé zboží od oblečení po obrazy, LP desky, nábytek i knihy.